# Копча Василь Степанович
Василь Степанович Копча (нар. 7 січня 1966, м. Тернопіль, Україна) — український вчений у галузі інфекційні хвороби, доктор медичних наук (2006), професор (2007) кафедри інфекційних хвороб з епідеміологією, шкірними та венеричними хворобами Тернопільського національного медичного університету імені І. Я. Горбачевського. Лікар—інфекціоніст вищої кваліфікаційної категорії. 

## Життєпис
Василь Степанович Копча народився 7 січня 1966 року в місті Тернополі.
Закінчив Тернопільський медичний інститут (1989, нині університет).
Працював лікарем-інфекціоністом Острозької районної лікарні Рівненської області (1989—1992). 
Згодом — у Тернопільському медичному інституті: асистент, доцент (2000—2007), від 2007 — професор кафедри інфекційних хвороб.
З першого дня карантину з приводу COVID—19 постійно працює з такими пацієнтами, незмінно консультує тяжких хворих міста й області.

## Наукова діяльність
У 1994 році захистив кандидатську дисертацію на тему «Клініко—патогенетична оцінка та корекція порушень кровообігу слизової оболонки прямої кишки при гострих кишкових інфекціях з діареєю».
У 2006 році захистив докторську дисертацію на тему «Патогенетичні особливості різних форм шигельозу та оптимізація лікування».
Наукові інтереси: гострі кишкові інфекції — дисбіоз кишечнику, особливості перебігу, діагностики і лікування; принципи раціональної антибіотикотерапії; особливості клініки, діагностики і лікування ГРЗ, вірусних гепатитів; медична протидія біотероризму.

## Доробок
Автор та співавтор більше 300 наукових праць, серед них 14 підручників, 8 посібників, 3 монографій, атласу інфекційних хвороб (витримав уже 3 перевидання), 4 методичних рекомендацій, має більше 20 деклараційних патентів на винаходи, 1 авторське право на твір, 5 інформаційних листів. Має 20 патентів на винаходи.

### Окремі праці (більшість - у співавторстві)
- Шигельоз. Т., 2002
- Біотероризм: Медична протидія. Т., 2005;
- Інфекційні хвороби в загальній практиці та сімейній медицині. Т., 2007;
- Вірусні гепатити і рак печінки. Т., 2010;
- Професійні інфекційні хвороби: Посіб. К., 2014;
- Військова епідеміологія з епідеміологією надзвичайних ситуацій: Підруч. Т., 2015;
- Інфекційні хвороби: Підруч.: у 2 т. Л., 2018;
- Infectious Diseases: textbook. K., 2018;
- Атлас інфекційних хвороб. Т., 2019;
- Грип у вагітних і породіль: навчальний посібник. Харків, 2020;
- Мікробіологія, вірусологія та імунологія в таблицях і схемах: Посіб.: у 4 ч. Т., 2020 та багато інших.

## Редакційна та громадська робота
Відповідальний секретар Всеукраїнського щоквартального науково-практичного медичного журналу «Інфекційні хвороби» (від 1995).
Член редакційних колегій трьох медичних журналів, у т.ч. одного зарубіжного.

## Нагороди
За вагомі досягнення у професійній діяльності та багаторічну сумлінну працю неодноразово нагороджувався Грамотами та отримував Подяки від Міністерства охорони здоров’я (2020), Тернопільської обласної державної адміністрації (2011, 2017), Тернопільської обласної ради (2016, 2018) та університету (2010). 
Лауреат конкурсу «Людина року 2020».